# Ultrastruttura
L'ultrastruttura è la struttura che si può osservare con un microscopio elettronico, con dettagli di dimensioni che vanno da quelle tipiche del dominio atomico-molecolare alle dimensioni minime osservabili con un microscopio ottico. L'indagine dell'ultrastruttura con il microscopio elettronico riguarda principalmente i campi della biologia e della fisica.

In campo biologico l'ultrastruttura si può osservare negli organelli cellulari ed anche nelle parti inorganiche biocostruite, come ad esempio i gusci e le ossa.